# Franjo Gartner
Frančišek „Franjo“ Gartner (* 19. September 1904 in Železniki; † 26. Juli 1992 in Ljubljana) war ein Radrennfahrer aus dem früheren Jugoslawien.

## Sportliche Laufbahn
Gartner war Straßenradsportler und stammte aus dem slowenischen Teil des Landes. Er war Teilnehmer der Olympischen Sommerspiele 1936 in Berlin. Bei den Spielen wurde er im olympischen Straßenrennen beim Sieg von Robert Charpentier auf dem 16. Rang klassiert. Jugoslawien kam mit August Prosenik, Franjo Gartner, Ivan Valant und Josip Pokupec nicht in die Mannschaftswertung.
1933 wurde er in der nationalen Meisterschaft im Straßenrennen hinter dem Sieger Stjepan Grgac Dritter.